# طريق (مسلسل)
طريق هو مسلسل تلفزيوني سوري لبناني مقتبس عن قصة نجيب محفوظ "الشريدة"، من إخراج رشا شربتجي وإنتاج "شركة سيدرز آرت برودكشن" تم بثه في رمضان 2018 على قناة إم بي سي دراما، إم تي في اللبنانية، شبكة أوربت شوتايم. العمل من بطولة كل من نادين نسيب نجيم وعابد فهد في تعاونهما الفني الثاني بعد مسلسل لو الذي عرض عام 2014.

## بطولة
- عابد فهد بدور جابر سلطان

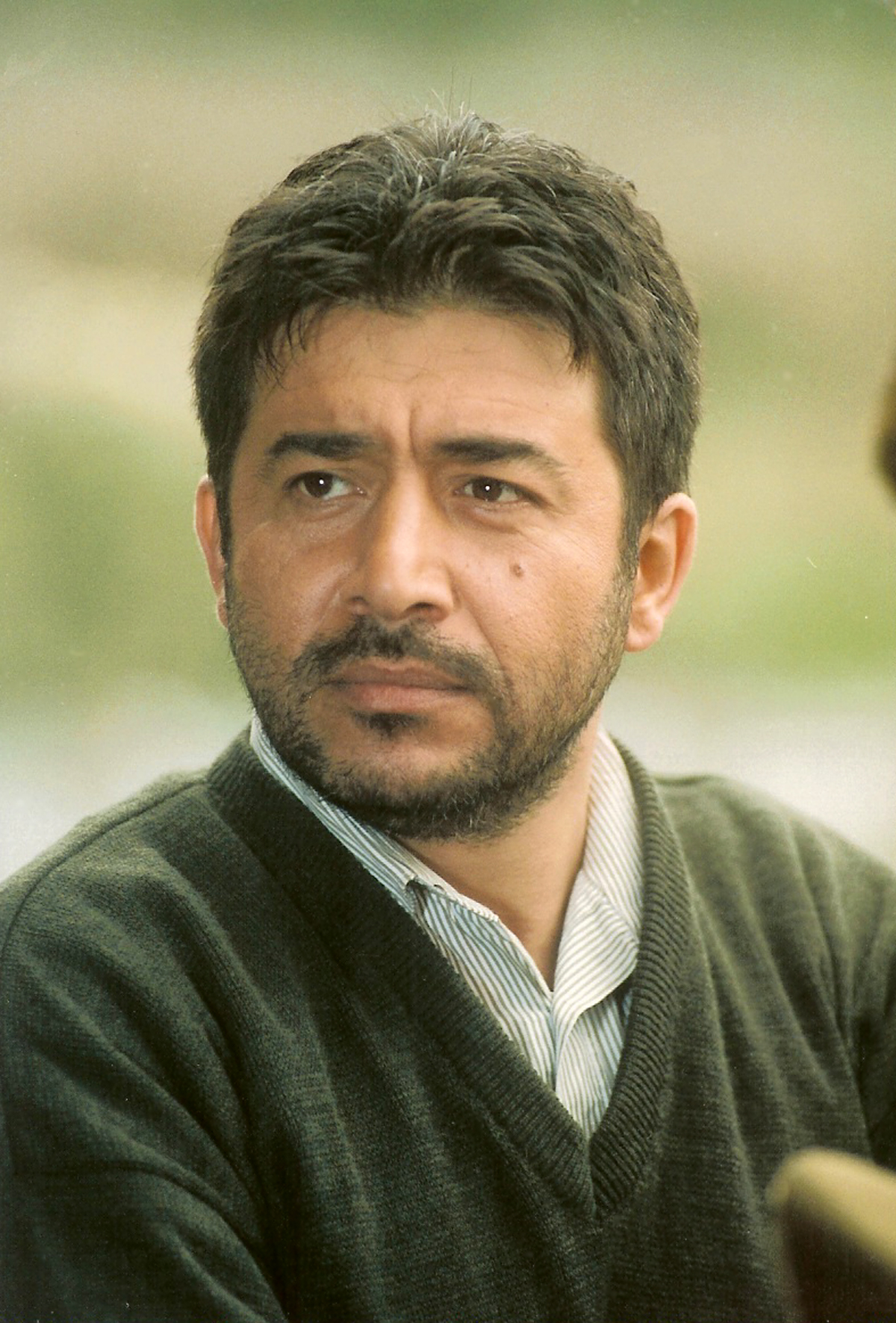
عابد فهد بدور جابر سلطان

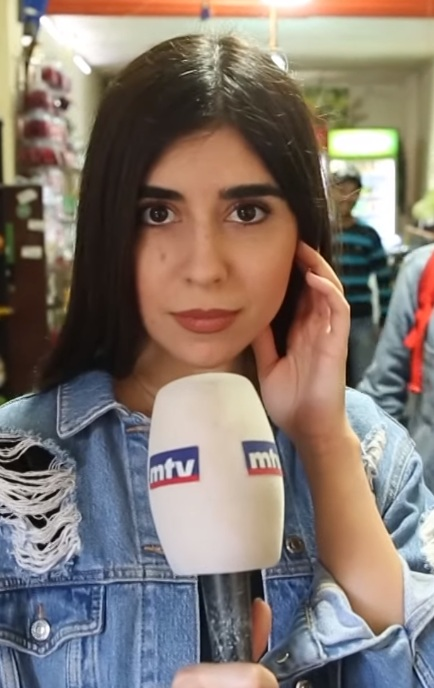
زينة مكي بدور عبير بو مصلح

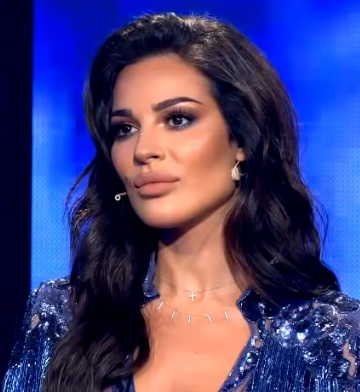
نادين نسيب نجيم بدور أميرة بو مصلح

- نادين نسيب نجيم بدور أميرة بو مصلح
- زينة مكي بدور عبير بو مصلح
- ختام اللحام بدور أم أميرة
- نهلا داوود بدور مريم
- جنيد زين الدين بدور جنيد
- ريتا حرب
- هيثم المصري